# Brison-Saint-Innocent
Brison-Saint-Innocent è un comune francese di 2 206 abitanti situato nel dipartimento della Savoia della regione dell'Alvernia-Rodano-Alpi.
La cittadina è posta sulla riva destra del Lago del Bourget.

## Società

### Evoluzione demografica
Abitanti censiti